# Duran (Nowy Meksyk)
Duran – jednostka osadnicza w Stanach Zjednoczonych, w stanie Nowy Meksyk, w hrabstwie Torrance.